# Qualificazioni alla Coppa del Mondo di rugby 2015 - Europa

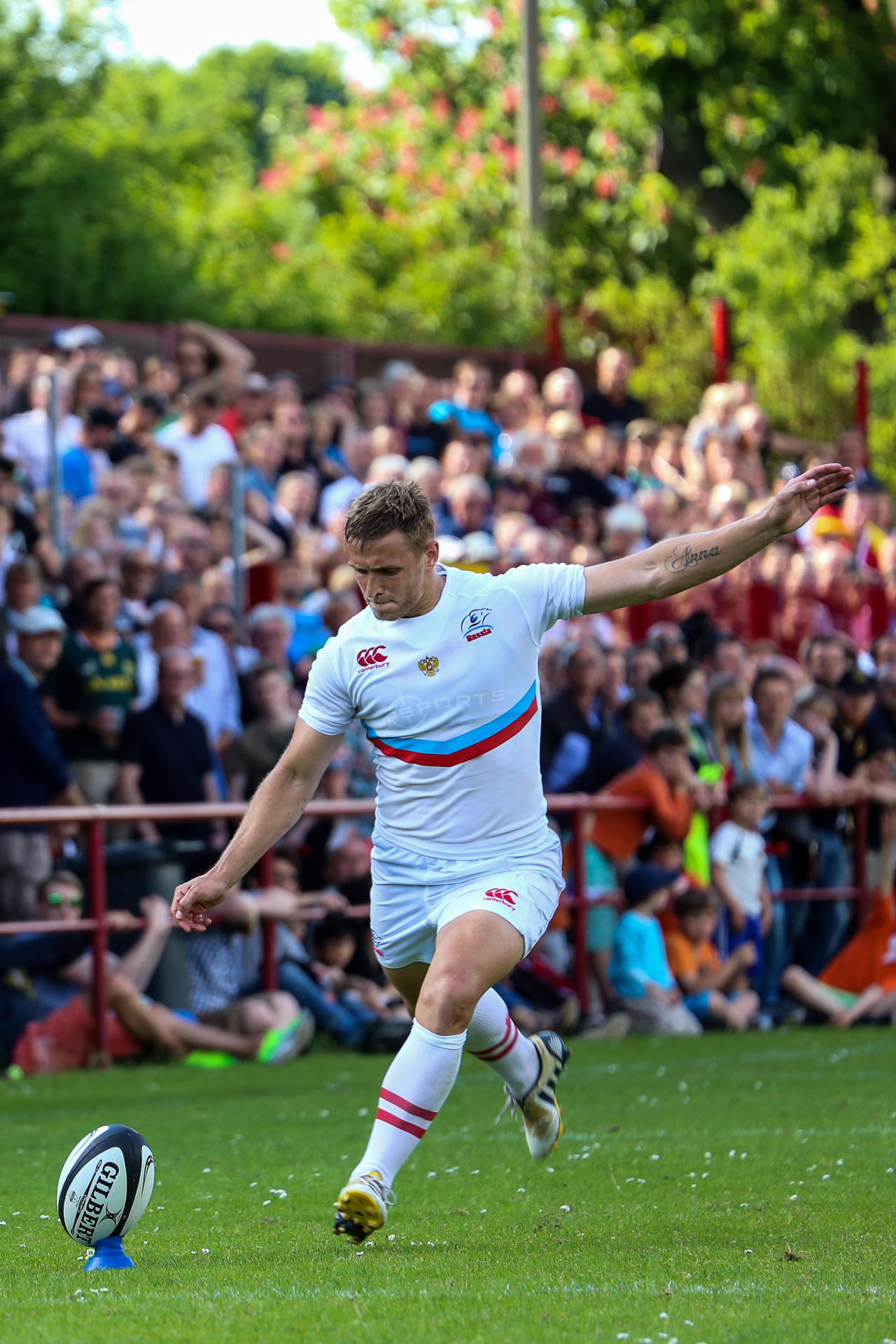
Il russo Jurij Kušnarëv nello spareggio del quinto turno ad Amburgo tra e vinto da quest'ultima

Le qualificazioni europee alla Coppa del Mondo di rugby 2015 si tennero tra il 2012 e il 2014 e riguardarono 31 squadre nazionali europee che dovettero esprimere 2 qualificate direttamente alla Coppa e destinarne una ai ripescaggi intercontinentali.
Alla Coppa del Mondo di rugby 2015 furono ammesse di diritto le dodici migliori squadre dell'edizione del 2011 (ovvero le prime tre classificate di ognuno dei quattro gironi della fase iniziale del torneo); per quanto riguarda le squadre europee tutto il Sei Nazioni era automaticamente ammesso; le qualificazioni riguardarono quindi tutte le altre squadre che non prendevano parte a tale torneo, e si basarono sui risultati del campionato europeo 2012-14; in particolare, le prime due squadre della classifica generale di prima divisione furono ammesse direttamente alla competizione mentre la terza classificata dovette affrontare, nell'ultimo turno di qualificazione, la squadra che emerse da una serie di spareggi successivi tra le varie Nazionali vincitrici del girone d'andata delle divisioni dalla 2.D alla 2.A e dell'intero torneo della divisione 1.B al fine di assicurarsi un posto nei ripescaggi intercontinentali.
Vincitrice della classifica aggregata di prima divisione fu la Georgia e, dietro di essa, la Romania alla sua ottava partecipazione consecutiva alla Coppa.
La Russia, terza classificata, dovette invece affrontare nell'ultimo turno la Germania, emersa dalla serie di eliminatorie (che videro impegnate, in ordine di successiva eliminazione, Slovenia, Lussemburgo, Israele e Paesi Bassi), e la sconfisse ad Amburgo per 31-20 nel confronto in gara unica che decise il nome della squadra europea da inviare ai ripescaggi interzona.

## Criteri di qualificazione
Per quanto riguarda le divisioni dalla 2.D alla 2.A fu presa in considerazione la classifica al termine del girone d'andata, che si tenne nella stagione 2012-13; per quanto riguarda la divisione 1.B e la 1.A fu presa in considerazione la classifica aggregata biennale 2012-14.
Tutte le squadre vincitrici nei turni a eliminazione accedettero al turno successivo, quelle perdenti furono eliminate.
- Primo turno (maggio 2013). Spareggio in gara unica tra la migliore piazzata della classifica avulsa che escludeva Cipro ― non affiliata IRB ― della divisione 2.D e la prima classificata della divisione 2.C[2].
- Secondo turno (ottobre 2013). Spareggio in gara unica tra la squadra uscente dal primo turno e la prima classificata della divisione 2.B[2].
- Terzo turno (ottobre 2013). Spareggio in gara unica tra la squadra uscente dal secondo turno e la prima classificata della divisione 2.A[2].
- Quarto turno (maggio 2014). Spareggio in gara unica tra la squadra uscente dal terzo turno e la vincitrice della divisione 1.B[2].
- Quinto turno (novembre 2012 — maggio 2014). Prima e seconda della classifica aggregata 2012-14 della divisione 1.A ammesse direttamente alla Coppa del Mondo. Spareggio in gara singola tra la squadra uscente dal quarto turno e la terza classificata della divisione 1.A per l'accesso ai ripescaggi interzona[2].

## Situazione prima degli incontri di qualificazione
| Preliminare | Primo turno | Secondo turno                                                                                                 | Terzo turno | Quarto turno | Quinto turno                             | Qualificate                                                                                             |
| --- | --- | --- | --- | --- | ---------------------------------------- | --- |
| Divisione 2.C: - Bosnia ed Erzegovina - Finlandia - Grecia - Lussemburgo - Norvegia Divisione 2.D: - Austria - Bulgaria - Slovenia - Ungheria | - 1ª div. 2.C 2012-13 — 1ª div. 2.D 2012-13 Divisione 2.B: - Andorra - Danimarca - Israele - Lettonia - Serbia | - Qualif. 1º turno — 1ª div. 2.B 2012-13 Divisione 2.A: - Croazia - Lituania - Malta - Paesi Bassi - Svizzera | - Qualif. 2º turno — 1ª div. 2.A 2012-13 Divisione 1.B: - Rep. Ceca - Germania - Moldavia - Polonia - Svezia - Ucraina | - Qualif. 3º turno — 1ª div. 1.B 2012-14 Divisione 1.A: - Belgio - Georgia - Portogallo - Romania - Russia - Spagna | - Qualif. 4º turno — 3ª div. 1.A 2012-14 | Qualificate direttamente: - 1ª div. 1.A 2012-14 - 2ª div. 1.A 2012-14 Ai ripescaggi: - Qualif. 5º turno |

## Primo turno
| Arbitro: | Claudio Blessano |

|                                        |      |             |
| 26’, 70’ Timmermans 54’ Dennis 67’ Dex | mt   | 59’ Miljuš  |
| 26’ Keane                              | tr   | 59’ Sajevic |
|                                        | c.p. | 11’ Sajevic |

### Esito del primo turno
- Lussemburgo: ammesso al secondo turno

## Secondo turno
| Arbitro: | Iñigo Atorrasagasti |

|                               |      |                                |
|                               | mt   | 4’ Humphreys 13’ Brosh 66’ Eli |
|                               | tr   | 66’ Abutbul                    |
| 8’, 23’, 33’ Keane 56’ Harris | c.p. | 35’, 45’, 50’ Abutbul          |

### Esito del secondo turno
- Israele: qualificata al terzo turno

## Terzo turno
| Arbitro: | Jérôme Lamirand |

|               |      |                                                                     |
| 74’ Humphreys | mt   | 9’, 66’ Mambo 21’ Verhoeven 38’ Cripps 52’, 71’ Koenen 64’ Illstons |
|               | tr   | 38’, 52’, 64’, 71’ van Osh                                          |
| 37’ Abutbul   | c.p. | 31’, 42’, 57’ van Osh                                               |

### Esito del terzo turno
- Paesi Bassi: qualificati al quarto turno

## Quarto turno
| Arbitro: | Claudio Blessano |

|               |    |                          |
| 34’ van Vliet | mt | 23’, 28’ Hug 39’ Brenner |
| 34’ Koenen    | tr | 23’ Parkinson            |

### Esito del quarto turno
- Germania: qualificata al quinto turno

## Quinto turno
Georgia e Romania si qualificarono direttamente come prima e seconda della classifica aggregata della divisione 1.A 2012-14.
La Russia, terza di tale classifica, spareggiò contro la Germania in gara unica che si tenne ad Amburgo; l'incontro, che vide dapprima i tedeschi in svantaggio per 3-10 all'intervallo per poi rimontare nella ripresa fino al 20-17, fu deciso negli ultimi quattro minuti da due mete dei russi, che ribaltarono il punteggio (76' e 80') e si aggiudicarono l'incontro per 31-20, così guadagnando il diritto di rappresentare l'Europa agli spareggi di ripescaggio interzona per l'ultimo posto utile alla Coppa.
| Arbitro: | Jérôme Lamirand |

|                                |      |                                                          |
| 46’ Armstrong 52’ Vollenkemper | mt   | 10’, 44’ Ostrouško 19’ Igrecov 76’ Kušnarëv 80’ Matve'ev |
| 46’, 52’ Hilsenbeck            | tr   | 44’, 76’, 80’ Kušnarëv                                   |
| 27’, 56’ Hilsenbeck            | c.p. |                                                          |

### Esito del quinto turno
- Georgia: qualificata alla Coppa del Mondo come prima squadra europea
- Romania: qualificata alla Coppa del Mondo come seconda squadra europea
- Russia: ai ripescaggi interzona

## Quadro generale delle qualificazioni
In grassetto le squadre qualificate al turno successivo
| Preliminare | Primo turno                                                                                 | Secondo turno                                                                                | Terzo turno                                                                                           | Quarto turno                                                                                        | Quinto turno        | Qualificate                                                           |
| --- | ------------------------------------------------------------------------------------------- | -------------------------------------------------------------------------------------------- | --- | --------------------------------------------------------------------------------------------------- | ------------------- | --------------------------------------------------------------------- |
| Divisione 2.C: - Bosnia ed Erzegovina - Finlandia - Grecia - Lussemburgo - Norvegia Divisione 2.D: - Austria - Bulgaria - Slovenia - Ungheria | - Slovenia — Lussemburgo Divisione 2.B: - Andorra - Danimarca - Israele - Lettonia - Serbia | - Lussemburgo — Israele Divisione 2.A: - Croazia - Lituania - Malta - Paesi Bassi - Svizzera | - Israele — Paesi Bassi Divisione 1.B: - Rep. Ceca - Germania - Moldavia - Polonia - Svezia - Ucraina | - Paesi Bassi — Germania Divisione 1.A: - Belgio - Georgia - Portogallo - Romania - Russia - Spagna | - Germania — Russia | Qualificate direttamente: - Georgia - Romania Ai ripescaggi: - Russia |